# Adolphe III de La Marck
Pour les articles homonymes, voir Adolphe III.
Adolphe III de La Marck (1334 - 7 septembre 1394). Il est évêque de Münster de 1357 jusqu'en 1363, puis archevêque de Cologne à partir de 1363, enfin comte de Clèves (sous le nom d'Adolphe Ier) de 1368 jusqu'à 1394 et de La Marck (sous le nom d'Adolphe III) entre 1391 et 1393.

## Biographie
Adolphe est le second fils du comte Adolphe II de La Marck (de). Le 16 novembre 1357, le pape Innocent VI le nomme évêque de Münster. En 1362, son père, Adolphe II de La Marck, signe un contrat avec son frère l'évêque Engelbert III de La Marck, prince-évêque de Liège, afin que son fils Adolphe III hérite du comté de Clèves à la mort de son oncle Jean de Clèves (1347-1368).
À la mort de Guillaume de Gennep, en 1362, la succession à la tête de l'archevêché de Cologne avait fait l'objet de multiples candidatures : non seulement celle (pour la seconde fois) de l'évêque de Liège Engelbert de la Marck, mais aussi celle de son neveu, l’Électeur de Münster Adolphe de la Marck, enfin celle du chanoine Jean de Virnebourg. Tandis que les deux premiers candidats faisaient le siège de la cour du pape en Avignon en quête d'approbation, Jean obtenait au terme d'un scrutin agité la majorité du chapitre (une minorité plaidait pour Floris de Wevelinghoven). Jean contrôlait en effet, par sa famille, les villes d'Andernach et de Linz et avait accaparé le trésor du défunt archevêque. Adolphe n’obtint l'archevêché, le 13 juin 1363, qu'en concédant le 23 octobre 1363 ce détournement à Jean de Virnebourg.
Adolphe engagea lui-même de nouvelles dettes, avant de céder, le 15 avril 1364, l'archevêché à son oncle Engelbert afin de pouvoir devenir comte de Clèves. Ces mutations ne s'accompagnaient pas seulement de transferts de fonds considérables des coffres de l’archevêché vers Avignon, puisque le nouvel archevêque Engelbert confiait en prébende à son neveu tous les fiefs de l’Électorat de Cologne ainsi que les bailliages en amont de Neuss à son neveu (ceux de Kempen et d’Œdt) ainsi que le bailliage et l'octroi du Rheinberg. Ce dernier était le plus rentable des quatre octrois rhénans de l'archevêque et représentait à lui seul 10 000 florins de rente nette, soit près de 60 % des revenus annuels de l'archevêché. Engelbert fit en outre nommer son neveu homonyme, sénéchal de Westphalie, et lui donna en prébende l'octroi de Waldenburg-Schnellenberg, suscitant par là l'émergence d'un nouveau rival pour l'hégémonie en Westphalie.
Pour mettre un frein aux dilapidations d'Adolphe de la Marck, le chapitre imposa à l'archevêque Engelbert un coadjuteur, Cunon de Falkenstein, Engelbert obtenant pour sa retraite les péages et châteaux forts de Brühl et de Lechenich avec leurs rentes (env. 2 000 florins d'or annuels). Cunon prit en charge les dettes de l’Électorat, non sans prendre des hypothèques. Dans l'acte de nomination de la Noël 1366, le chapitre mettait en gage à Cunon le château et le péage d'Altenwied (de), Linz et son octroi rhénan, Rolandseck (de), d'Ahrweiler, Andernach, les château de Schönstein (de), de Nürburg, de Thurant et de Zeltingen.
En 1381, le comte Adolphe fonde à Clèves avec 35 de ses chevaliers la Compagnie des Fous (Geselschap van den Gecken), première société carnavalesque connue.

## Mariage et descendance
En 1369, il épouse Marguerite de Juliers, fille de Gérard VI de Juliers et de Marguerite, comtesse de Berg et Ravensberg. Ils ont quatorze enfants, seulement cinq survivent à la petite enfance.
- Adolphe Ier (1373-1448), son successeur aux comtés de Clèves et de La Marck (en 1511, son arrière-petit-fils Jean III, marié en 1509 à Marie de Juliers-Berg-Ravensberg, héritera aussi de Berg, Ravensberg et Juliers).
- Théodore IX, comte de La Marck.
- Gérard de La Marck.
- Marguerite (1375-1411), mariée en 1394 à Albert de Hainaut († 1404).
- Élisabeth (1378-1439), mariée à Reinold von Valkenburg († 1396), puis à Étienne III, duc de Bavière.
- Engelberta († 1458), mariée à Frédéric IV comte de Moers.

## Succession
Lorsque son frère Engelbert III de La Marck meurt sans héritiers en 1391, Adolphe hérite du comté de La Marck, qu'il cède à son fils Théodore en 1393.
Adolphe meurt en 1394, son fils aîné Adolphe lui succède au comté de Clèves.
Les comtés de Clèves et de La Marck sont à nouveau réunis quatre ans plus tard.